# Olenecamptus serratus
Olenecamptus serratus es una especie de escarabajo longicornio del género Olenecamptus, categorizada en la tribu Dorcaschematini, de la subfamilia Lamiinae. Fue descrita por Chevrolat en 1835.

## Descripción
Mide 12-20 mm de longitud.

## Distribución
Se distribuye por Nepal y Sri Lanka.